# NXT Vengeance Day (2024)
NXT Vengeance Day (2024) foi o 12º evento de luta livre profissional do Vengeance produzido pela WWE, e o quarto evento anual realizado para a divisão da marca NXT da promoção. Aconteceu em 4 de fevereiro de 2024, no F&M Bank Arena em Clarksville, Tennessee, marcando o primeiro evento de transmissão ao vivo do NXT a ser realizado no Tennessee.
Seis lutas foram disputadas no evento. No evento principal, Ilja Dragunov derrotou Trick Williams para reter o Campeonato do NXT. Em outras lutas de destaque, Baron Corbin e Bron Breakker derrotaram Carmelo Hayes e Trick Williams para vencer o Dusty Rhodes Tag Team Classic masculino, que foi a luta de abertura, e Lyra Valkyria derrotou Roxanne Perez e Lola Vice para reter o Campeonato Feminino do NXT. Inicialmente, a luta entre Valkyria e Perez era uma luta individual, mas no meio da disputa, Vice utilizou sua oportunidade do contrato do Breakout Tournament, transformando-a em uma luta triple threat.

## Produção

### Introdução
Vengeance foi originalmente estabelecido como um evento pay-per-view (PPV) de luta livre profissional para a WWE em 2001 e foi realizado anualmente até 2007, seguido por um evento único em 2011. Desde seu renascimento em 2021, tem sido realizado anualmente. em fevereiro para a marca de desenvolvimento da WWE NXT sob o título NXT Vengeance Day, uma referência ao evento que ocorre no Dia dos Namorados ou próximo a ele. Em 27 de novembro de 2023, o quarto evento do Vengeance Day do NXT, e o 12º Vengeance geral, foi anunciado para ser realizado em 4 de fevereiro de 2024, no F&M Bank Arena em Clarksville, Tennessee. O evento foi transmitido ao vivo pelo Peacock nos Estados Unidos e pela WWE Network na maioria dos mercados internacionais. Os ingressos foram colocados à venda em 8 de dezembro de 2023.

### Rivalidades
O evento incluiu lutas resultantes de histórias roteirizadas. Os resultados foram predeterminados pelos escritores da WWE na marca NXT, enquanto as histórias foram produzidas no programa de televisão semanal da WWE, NXT, e no programa suplementar de streaming online, Level Up.
O Dusty Rhodes Tag Team Classic masculino é um torneio composto por oito duplas masculinas da marca NXT, com o vencedor ganhando uma futura partida do NXT Tag Team Championship. O torneio começou no episódio de 9 de janeiro do NXT com a final marcada para o Vengeance Day.
No episódio de 9 de janeiro do NXT, Ava anunciou um battle royal de 20 mulheres onde os últimos quatro lutadores restantes competiriam em um fatal four-way match para determinar a candidata número um ao Lyra Valkyria NXT Women's Championship no Vengeance Day, que estava agendado para a semana seguinte. Kiana James, Fallon Henley, Kelani Jordan e Roxanne Perez co-venceram a batalha real com Perez posteriormente vencendo a luta fatal four-way para enfrentar Valkyria pelo título no Vengeance Day.
No episódio de 9 de janeiro do NXT, Dragon Lee derrotou Lexis King para reter o NXT North American Championship. Após a luta, Oba Femi lucrou com o contrato do NXT Breakout Tournament e derrotou Lee para ganhar o título. Na semana seguinte, Lee interrompeu Femi e o desafiou para uma revanche pelo título naquela mesma noite, mas Femi recusou; revelando que ele está descontinuando a tradição de desafios abertos de Lee e se estabelecendo como um salto no processo. Em vez disso, Lee disse que enfrentaria Femi no Vengeance Day. Femi disse que levaria o desafio em consideração.
Trick Williams, o vencedor do Iron Survivor Challenge masculino no Deadline, enfrentaria Ilja Dragunov pelo NXT Championship em NXT: New Year's Evil (2024). No entanto, Dragunov sofreu uma lesão duas semanas antes do evento e não recebeu autorização médica para lutar. A luta pelo título foi então marcada para o Vengeance Day.

## Evento
| Função:                 | Nome:             |
| ----------------------- | ----------------- |
| Comentaristas           | Vic Joseph        |
| Comentaristas           | Wade Barrett      |
| Comentaristas espanhóis | Marcelo Rodríguez |
| Comentaristas espanhóis | Jerry Soto        |
| Locutora de ringue      | Alicia Taylor     |
| Árbitros                | Adrian Butler     |
| Árbitros                | Chip Danning      |
| Árbitros                | Dallas Irvin      |
| Árbitros                | Derek Sanders     |
| Árbitros                | Felix Fernandez   |
| Árbitros                | Jeremy Marcus     |
| Entrevistadora          | Kelly Kincaid     |
| Painel pré-show         | Megan Morant      |
| Painel pré-show         | Matt Camp         |
| Painel pré-show         | Sam Roberts       |

### Lutas preliminares
A luta de abertura foi a final do Dusty Rhodes Tag Team Classic disputada entre Baron Corbin e Bron Breakker e Carmelo Hayes e Trick Williams. Nos estágios iniciais, Williams desferiu um uppercut e um neckbreaker em Corbin para uma contagem. Williams entregou um haymaker pop-up para Corbin, enquanto Hayes acertou um superkick e o Fade Away em Breakker. Hayes então tentou fazer um suplex para Breakker, mas Breakker rebateu em um cortador. Breakker entregou um suplex para Hayes para uma contagem. Breakker então tentou um suplex de barriga para trás para Hayes, mas Hayes caiu de pé e acertou Williams. Williams entregou dois laços de perna e varais para Corbin. Williams então executou o Book End em Corbin para uma contagem dupla. Hayes então entregou um senton de estilingue e um salto lunar trampolim para Corbin para uma contagem de dois. Hayes então entregou o First 48 Codebreaker para Breakker para uma contagem dupla. Corbin então deu uma cambalhota plancha em Williams e um Deep Six em Hayes para uma contagem de dois. Hayes então executou um cabaça e tentou o Nothing But Net, mas Corbin o pegou e tentou o Fim dos Dias, mas Hayes escapou. Williams então deu um salto no pescoço para Corbin. Breakker então entregou uma lança para Hayes e o imobilizou para vencer a luta.
A próxima luta foi uma No Disqualification match entre Dijak e Joe Gacy. Nos estágios iniciais, Dijak desferiu um lariat e um release bodyslam para Gacy por uma contagem. Gacy então lançou uma bala de canhão para Dijak nos degraus e bateu na cabeça de Dijak nos degraus de aço várias vezes. Dijak então entregou uma Bota Cyclone para Gacy para uma contagem. Dijak então realizou um Death Valley Driver para Gacy para outra contagem. Dijak jogou a cabeça de Gacy em uma lata de lixo e deu uma cotovelada. Gacy então entregou um Saito suplex e um Uranage para uma contagem dupla. Dijak então deu um chokeslam para Gacy em uma cadeira para uma contagem de dois. Gacy então executou um suplex alemão de avalanche para Dijak por duas contagens. Gacy começou a enrolar fita adesiva em volta dos olhos de Dijak. Gacy então tentou acertar o Upside Down, mas Dijak o pegou e acertou Feast Your Eyes, mas com os olhos ainda fechados, ele não conseguiu fazer a imobilização. Gacy então entregou um DDT e um mergulho em Dijak em uma cadeira para uma contagem de dois. Dijak removeu a fita adesiva de seus olhos e bateu em Gacy com um cassetete. Dijak então entregou Feast Your Eyes e derrotou Gacy para vencer.
A próxima luta foi uma six-person mixed tag team match disputada entre The Family (Tony D'Angelo, Channing "Stacks" Lorenzo e Adrianna Rizzo) e OTM (Lucien Price, Bronco Nima e Jaida Parker) (acompanhado por Scrypts). Na fase final, Price e Nima realizaram um duplo Samoan Drop para D'Angelo e Stacks para uma contagem dupla. Price e Nima então realizaram um Powerslam assistido para Stacks para uma contagem dupla. D'Angelo então executou dois suplexes barriga com barriga para Nima. D'Angelo então entregou um suplex borboleta e um Spinebuster para Price. D'Angelo e Stacks então entregaram uma plancha de cambalhota assistida para Price e Nima, enquanto Rizzo entregou um crossbody de mergulho para Parker, Price e Nima. D'Angelo então entregou um Spinebuster pop-up para Price e, em seguida, entregou o quebra-pescador Forget About It e derrotou Price para vencer a luta.
A próxima luta foi pelo NXT Women's Championship disputado entre a atual campeã Lyra Valkyria e Roxanne Perez. Nos primeiros momentos, Perez tentou um mergulho suicida, mas Valkyria o impediu com um golpe de antebraço. Perez então desferiu uma varredura lateral russa e um salto lunar trampolim para Valkyria para uma contagem de duas. Valkyria então entregou um suplex de pescador em execução e um suplex alemão de liberação para Perez para uma contagem dupla. Perez então acertou Pop Rocks, mas enquanto o árbitro contava a imobilização, Lola Vice desceu ao ringue e resgatou seu contrato do Breakout Tournament, transformando a luta em uma luta de ameaça tripla. Vice deu um chute Windmill em Perez para uma contagem de dois. Vice acertou um triângulo em Perez, mas Valkyria aproveitou um mergulho para impedir a finalização. Perez tentou um mergulho crossbody para Valquíria, mas Valquíria a pegou e entregou a Bruxa da Noite. Valkyria então entregou um uraken a Vice para uma contagem dupla. Perez então entregou outro Pop Rocks para Valkyria para uma quase queda. Tatum Paxley então desceu e atacou Perez. Vice tentou Buenos Noche, mas Valkyria se abaixou e entregou Night Witch para manter seu título.
Na penúltima luta, Oba Femi defendeu o NXT North American Championship contra Dragon Lee. Nos estágios iniciais, Lee deu um chute de escanteio e um mergulho duplo para Femi para uma contagem de dois. Femi então aplicou um Spinebuster de um braço e um suplex para uma contagem de dois. Femi então desferiu uma queda de cotovelo e três backbreakers para Lee em uma contagem de dois. Lee então deu um superchute em Femi e depois desferiu um tornado DDT e uma joelhada de bicicleta em corrida por duas contagens. Lee então executou um enzeguiri no avental e, em seguida, um powerbomb em Femi para quase cair. Femi tentou um chokeslam em Lee no chão, mas Lee rebateu em um DDT. Femi tentou uma powerbomb, mas Lee rebateu em um hurricarana por duas contagens. Femi então entregou um laço, um arremesso de quadril e uma powerbomb pop-up para Lee e o imobilizou para manter seu título.

### Evento principal
Na luta principal, Ilja Dragonov defendeu o Campeonato NXT contra Trick Williams (acompanhado de Carmelo Hayes). Nos estágios iniciais, Williams tentou um feno pop-up, mas Dragunov rebateu com um enzeguiri e depois executou o Constantine Special. Dragunov então entregou dois suplexes alemães e uma grande chuteira. Dragunov então acertou um suplex alemão no chão e um Vale da Morte no avental. Dragunov levou Williams de volta ao ringue e fez um Coast-to-Coast para uma contagem de duas. Williams tentou um Cyclone Kick, mas Dragunov se abaixou e desferiu uma powerbomb e começou a executar uma H-Bomb, mas Williams saiu do caminho e desferiu um enzeguiri. Williams então entregou um Codebreaker e dois laços de perna. Williams então entregou um varal saltitante e uranagem do avental para Dragunov. Hayes começou a falar mal de Dragunov, o que fez com que Dragunov empurrasse Hayes no joelho de Williams. Williams deu um salto no pescoço, mas Dragunov seguiu com uma bomba H para quase cair. Dragunov então entregou uma powerbomb e duas H-Bombs para Williams para quase cair. Dragunov tentou o Torpedo Moscou, mas Williams escapou e desferiu um Cyclone Kick, mas o árbitro foi distraído por Hayes. Williams então acertou o Trick Knee para quase cair. Dragunov então desferiu uma joelhada de bicicleta e outra bomba H. Dragunov então tentou executar outra bomba H, mas Williams levantou os joelhos. Dragunov tentou entregar o Torpedo Moscou, toda Williams queria impedi-lo com o Trick Knee, mas Dragunov acertou o Torpedo Moscou primeiro e derrotou Williams para reter o título do NXT. Após a luta, Hayes fingiu consolar Williams e então desferiu um golpe na perna de Williams. Williams então pegou uma cadeira de aço e bateu repetidamente no joelho já machucado de Williams. Hayes então cobriu Williams com uma camisa TMG (Trick-Melo Gang) e começou a provocar quando o evento saiu do ar.

## Recepção
Dave Meltzer do Wrestling Observer Newsletter avaliou as finais do Dusty Rhodes Tag Team Classic com 3,5 estrelas, a partida sem desqualificação com 3,25 estrelas, a luta mista de seis pessoas com 2,25 estrelas (a partida com classificação mais baixa no cartão ), o NXT Women's title match 2,75 estrelas, o North American Championship match 2,5 estrelas e o NXT Championship match 4 estrelas (o match com maior classificação no card)
John Canton da TJR Wrestling deu ao show uma nota 7,5/10, dizendo "Um bom show. Eu não chamaria isso de ótimo, mas a luta principal entre Ilja Dragunov e Trick Williams foi excelente. A outra luta que mais se destacou para mim foi a Finais do Dusty Rhodes Tag Team Classic com Bron Beakker e Baron Corbin derrotando Trick e Melo na abertura; foi muito divertido. Todo o resto no card estava bem e principalmente previsível. Dijak teve uma briga divertida com o maluco Joe Gacy. O NXT A luta pelo título feminino se transformou em uma disputa a três. Muita ação em ritmo acelerado. Belo trabalho de Lyra, Roxanne e Lola. A dupla mista de seis pessoas foi apenas mediana. Oba Femi continua impressionando com menos de dez partidas na TV neste momento. ponto, mas ele é bom o suficiente para acompanhar um cara talentoso e mais rápido como Dragon Lee. Acho que faltou ao show grandes rivalidades de heel vs. face. O NXT tem muitas partidas de babyface “Eu respeito você”. Muitas histórias, com certeza, mas quero ver histórias maiores para os campeões da marca".
Kevin Berge do Bleacher Report classificou o show como B +, dizendo "O NXT proporcionou uma noite inesquecível no Vengeance Day, mas é aquele que sai como um preâmbulo para o programa principal que o NXT está pronto para produzir. A configuração de abertura vulnerabilidades de Trick Williams que lhe custaram a chance de derrotar Ilja Dragunov no evento principal. No entanto, ambas as partidas sofreram um pouco com a necessidade de criar algo maior no futuro. Dragon Lee e Oba Femi roubaram o show no que poderia ser a noite que fez uma futura megastar. Dijak e Joe Gacy entregaram em excesso em uma posição de preenchimento, mas The Family vs. OTM poderia ter ficado de fora do card. Como um todo, o NXT garantiu que os fãs fossem lembrados esta noite. No entanto, é Stand & Deliver que irá será a melhor noite da marca dourada em 2024 considerando a construção que está por vir".
Coby Galenzoski da Wrestling Republic deu ao show geral 4,25/5 estrelas, dizendo "WWE NXT Vengeance Day 2024 começou o ano PLE de 2024 para a marca com um estrondo. Desde a abertura sólida e a partida No DQ. Para A partida feminina e o épico evento principal de Ilja Dragunov e Trick Williams. O show girou em torno de Trick Williams fazendo dupla tarefa e suas histórias com Ilja e Carmelo. O evento principal aconteceu junto com o show terminando com a virada de calcanhar de Carmelo Hayes para Trick Williams. Eu senti que a atmosfera em torno de toda a noite era de alto nível, especialmente com Vic Joseph convocando o show com Wade Barrett. Um PLE muito sólido da NXT para começar o ano com um momento climático em seu maior história".

## Resultados
| Nº                                          | Resultados | Estipulações | Tempo |
| ------------------------------------------- | --- | --- | ----- |
| 1                                           | Baron Corbin e Bron Breakker derrotaram Trick Melo Gang (Carmelo Hayes e Trick Williams)                                                                  | Finais Dusty Rhodes Tag Team Classic masculino Os vencedores recebem uma luta futura do Campeonato de Duplas do NXT.  | 14:27 |
| 2                                           | Dijak derrotou Joe Gacy | No Disqualification match                                                                                             | 11:56 |
| 3                                           | The D'Angelo Family (Tony D'Angelo, Channing "Stacks" Lorenzo, e Adriana Rizzo) derrotaram. OTM (Lucien Price, Bronco Nima, e Jaida Parker) (com Scrypts) | Luta de duplas mistas de seis pessoas                                                                                 | 10:11 |
| 4                                           | Lyra Valkyria derrotou Roxanne Perez e Lola Vice | Luta ameaça tripla pelo Campeonato Feminino NXT Esta foi a luta de cash-in do campeonato Breakout Tournament da Vice. | 13:30 |
| 5                                           | Oba Femi (c) derrotou Dragon Lee | Luta individual pelo Campeonato Norte-Americano do NXT                                                                | 10:56 |
| 6                                           | Ilja Dragunov (c) derrotou Trick Williams (com Carmelo Hayes)                                                                                             | Luta individual pelo Campeonato do NXT                                                                                | 17:58 |
| (c) – Refere-se aos campeões antes da luta. | | |       |

1. ↑  A luta era originalmente uma Luta individual entre Valkyria e Perez, no entanto, Vice lucrou com seu contrato de Breakout Tournament enquanto a luta estava em andamento, convertendo-a em uma luta ameaça tripla.

### Torneio masculina Dusty Rhodes Tag Team Classic
|  | Primeiro rodada NXT (9 Janeiro–16 Janeiro)           | Primeiro rodada NXT (9 Janeiro–16 Janeiro) |                                                    |       | Semifinais NXT (23 Janeiro–30 Janeiro | Semifinais NXT (23 Janeiro–30 Janeiro |  |  | Final NXT Vengeance Day (4 Fevereiro) | Final NXT Vengeance Day (4 Fevereiro) |
|  |                                                      |                                            |                                                    |       |                                       |                                       |  |  |                                       |                                       |
|  |                                                      |                                            |                                                    |       |                                       |                                       |  |  |                                       |                                       |
|  |                                                      |                                            |                                                    |       |                                       |                                       |  |  |                                       |                                       |
|  | Baron Corbin and Bron Breakker                       | Pin                                        |                                                    |       |                                       |                                       |  |  |                                       |                                       |
|  | Baron Corbin and Bron Breakker                       | Pin                                        |                                                    |       |                                       |                                       |  |  |                                       |                                       |
|  | Gallus (Mark Coffey and Wolfgang)                    | 10:54                                      |                                                    |       |                                       |                                       |  |  |                                       |                                       |
|  | Gallus (Mark Coffey and Wolfgang)                    | 10:54                                      | Baron Corbin e Bron Breakker                       | Pin   |                                       |                                       |  |  |                                       |                                       |
|  |                                                      |                                            | Baron Corbin e Bron Breakker                       | Pin   |                                       |                                       |  |  |                                       |                                       |
|  |                                                      | Axiom e Nathan Frazer                      | 12:04                                              |       |                                       |                                       |  |  |                                       |                                       |
|  | Axiom and Nathan Frazer                              | Axiom e Nathan Frazer                      | 12:04                                              | Pin   |                                       |                                       |  |  |                                       |                                       |
|  | Axiom and Nathan Frazer                              |                                            |                                                    | Pin   |                                       |                                       |  |  |                                       |                                       |
|  | Hank Walker and Tank Ledger                          | 4:45                                       |                                                    |       |                                       |                                       |  |  |                                       |                                       |
|  | Hank Walker and Tank Ledger                          | 4:45                                       | Baron Corbin e Bron Breakker                       | Pin   |                                       |                                       |  |  |                                       |                                       |
|  |                                                      |                                            | Baron Corbin e Bron Breakker                       | Pin   |                                       |                                       |  |  |                                       |                                       |
|  |                                                      | Carmelo Hayes e Trick Williams             | 14:27                                              |       |                                       |                                       |  |  |                                       |                                       |
|  | Chase University (Andre Chase and Riley Osborne)     | Carmelo Hayes e Trick Williams             | 14:27                                              | 9:43  |                                       |                                       |  |  |                                       |                                       |
|  | Chase University (Andre Chase and Riley Osborne)     |                                            |                                                    | 9:43  |                                       |                                       |  |  |                                       |                                       |
|  | Latino World Order (Cruz Del Toro and Joaquin Wilde) | Pin                                        |                                                    |       |                                       |                                       |  |  |                                       |                                       |
|  | Latino World Order (Cruz Del Toro and Joaquin Wilde) | Pin                                        | Latino World Order (Cruz Del Toro e Joaquin Wilde) | 12:33 |                                       |                                       |  |  |                                       |                                       |
|  |                                                      |                                            | Latino World Order (Cruz Del Toro e Joaquin Wilde) | 12:33 |                                       |                                       |  |  |                                       |                                       |
|  |                                                      | Carmelo Hayes e Trick Williams             | Pin                                                |       |                                       |                                       |  |  |                                       |                                       |
|  | Carmelo Hayes and Trick Williams                     | Carmelo Hayes e Trick Williams             | Pin                                                | Pin   |                                       |                                       |  |  |                                       |                                       |
|  | Carmelo Hayes and Trick Williams                     |                                            |                                                    | Pin   |                                       |                                       |  |  |                                       |                                       |
|  | Edris Enofé and Malik Blade                          | 12:08                                      |                                                    |       |                                       |                                       |  |  |                                       |                                       |
|  | Edris Enofé and Malik Blade                          | 12:08                                      |                                                    |       |                                       |                                       |  |  |                                       |                                       |